# Chillerton
Chillerton – wieś w Anglii, na wyspie Wight. Leży 6 km na południe od miasta Newport i 126 km na południowy zachód od Londynu.